# Луара (департамент)
Луара (фр. Loire) — департамент на у східно-центральної частині Франції, один з департаментів регіону Овернь-Рона-Альпи. Порядковий номер 42.
Адміністративний центр — Сент-Етьєн.
Населення 728,5 тис. чоловік (27-е місце серед департаментів, дані 1999 р.).

## Географія
Площа території 4781 км². Департамент розташований в долині річки Луари. Департамент включає 3 округи, 40 кантонів і 327 комун.

## Історія
Луара утворилася в 1793 р. в результаті розділення департаменту Рона і Луара, утвореного в березні 1790 р.